# 蔡慧欣
蔡慧欣（英語：Gemma Choi Wai Yan，1990年10月20日—），前香港無綫電視旗下合約女藝員。出生於英國曼徹斯特，曾參加2011年度香港小姐競選，獲得突出表現獎及是「最具冠軍相佳麗」網上投票活動五位最高票數的佳麗之一。
畢業於第25期無綫電視藝員訓練班，並因在無綫節目《五覺大戰》中擔任神獸天使「騰騰雞」的進行遊戲環節「飄移昅昅會」而廣為人知，2014年正式退出娛樂圈。

## 個人生活
2017年9月在社交網站宣佈懷孕4個月，同月29日與圈外男友Keeman奉子成婚。2018年2月3日，誕下女兒Meghan。2019年5月再度宣佈懷孕，同年12月7日誕下幼子Myles。

## 演出作品

### 電影
- 神獸巴打 飾 吳系雞（騰騰雞）

### 電視劇集（無綫電視）
| 首播   | 劇名             | 角色                                                                                       |
| 2012年 | 結·分@謊情式     | 亞欣（第113集）                                                                            |
| 2012年 | 愛·回家 (第一輯) | 茶客（第1集）、徐榮恭子(第6-7-96-205集）、路人（第36集）、Model（第37集）、校花（第108集） |
| 2012年 | 衝呀！瘦薪兵團   | 女乘客（第1-9集）                                                                          |
| 2012年 | 巴不得媽媽...    | 天氣女郎（第1集）、模特兒（第2集）、嫩模（第5集）、美女（第14集）                          |
| 2012年 | 雷霆掃毒         | 酒吧小姐（第2集）                                                                          |
| 2013年 | 法網狙擊         | 模特兒（第17-18集）                                                                        |
| 2013年 | 幸福摩天輪       | 護士（第19集）                                                                             |
| 2013年 | 老表, 你好嘢!    | Jacky妻（第6集）                                                                           |
| 2013年 | 初五啟市錄       | 魔術師助手（第4集）                                                                        |
| 2013年 | 戀愛季節         | 女Fans（第1集）、大學生（第7集）                                                           |
| 2013年 | 心路GPS          | 歌星（第1集）                                                                              |
| 2013年 | 仁心解碼II       | 劉兆兒（Angel）                                                                            |
| 2013年 | 女警愛作戰       | 本地孕婦                                                                                   |
| 2013年 | 神探高倫布       | 受傷青年（第17集）                                                                         |
| 2013年 | 金枝慾孽貳       | 宮女                                                                                       |
| 2013年 | 情越海岸線       | 美女（第10-11集）                                                                          |
| 2013年 | 熟男有惑         | 闊太（第4集）                                                                              |
| 2013年 | 好心作怪         | 美女（第14集）                                                                             |
| 2013年 | 神鎗狙擊         | Mandy（第14-15集）                                                                         |
| 2013年 | 巨輪             | 妹姐                                                                                       |
| 2013年 | 舌劍上的公堂     | 美女（第4-5集）                                                                            |
| 2014年 | 單戀雙城         | 羅若玲                                                                                     |
| 2014年 | 愛我請留言       | May                                                                                        |
| 2014年 | 女人俱樂部       | D Fitness職員                                                                              |
| 2014年 | 載得有情人       | 文職員（第20集）                                                                           |
| 2014年 | 使徒行者         | 權情婦（第12集）                                                                           |
| 2014年 | 再戰明天         | 胡潔                                                                                       |
| 2014年 | 老表，你好hea！  | Judy（第1集）                                                                              |
| 2014年 | 名門暗戰         | 劉潔茵（May）                                                                              |
| 2014年 | 八卦神探         | 銀行客人                                                                                   |

### 綜藝節目（無綫電視）
2012年
- 《行運一條龍》
- 《慈善星輝仁濟夜》
- 《五覺大戰》 - 神獸天使「騰騰雞」
- 《世界衝擊影像社》- 榕樹村村民（第3集）、廚師（第6集）
- 《三個女人一個墟》（第5集）
- 《開心熱浪合家歡》- Jasmine
- 《萬眾同心公益金》
- 《2012 TVB最受歡迎廣告頒獎典禮》
- 《活現品味．新生活》（第4集）
- 《迎海尋珍奪寶》
- 《玩轉三周1/2》- Gameの慾孽、唔俾獎門人之搞gag集中營、唔俾獎門人之搞gag集中營2
- 《街坊廚神食四方》-助手
- 《愛在魅來1分鐘》（第3集）

2013年
- 《萬眾同心公益金》
- 《沙田癸巳年龍舟競渡》
- 《反斗紅星放暑假》

### 電視宣傳片（無綫電視）
2012年
- 《第三十一屆香港電影金像獎頒獎禮》
- 《勁歌金曲優秀選第一回》

## 曾獲獎項與提名
| 年份   | 獎項                                | 結果 |
| 2011年 | 2011年度香港小姐競選 突出表現佳麗獎 | 獲獎 |

## 資料來源
1. ↑  13蔡慧欣首次奪獎興奮傻笑[]
2. ↑  .   [2012-03-16]. （原始内容存档于2012-03-01）.
3. ↑  . 壹週刊. 2017-09-30  [2018-06-03].
4. ↑  . 蘋果日報. 2018-02-05  [2018-06-03].[]
5. ↑  . ON.CC. 2019-12-07  [2021-11-28]. （原始内容存档于2021-11-28）.

## 外部連結
- 蔡慧欣 Gemma Choi facebook page（页面存档备份，存于）
- 2011香港小姐競選-(13)蔡慧欣Gemma Choi facebook page（页面存档备份，存于）
- 蔡慧欣的新浪微博
- 蔡慧欣的Instagram帳戶